# Puntate di A Murder at the End of the World
Le puntate della miniserie televisive A Murder at the End of the World, composta da sette episodi, è stata pubblicata sul servizio di streaming on demand Disney+ a partire dal 14 novembre 2023.
Il cast principale è composto da Emma Corrin, Harris Dickinson, Brit Marling, Alice Braga e Clive Owen.
| nº | Titolo Originale | Titolo               | Pubblicazione    |
| -- | ---------------- | -------------------- | ---------------- |
| 1  | Homme Fatale     | Raduno di menti      | 14 novembre 2023 |
| 2  | The Silver Doe   | Prime luci dell'alba | 14 novembre 2023 |
| 3  | Survivors        | Sopravvissuti        | 21 novembre 2023 |
| 4  | Family Secrets   | Segreti di famiglia  | 28 novembre 2023 |
| 5  | Crypt            | Cripta               | 5 dicembre 2023  |
| 6  | Crime Seen       | Scena del crimine    | 12 dicembre 2023 |
| 7  | Retreat          | Ritiro               | 19 dicembre 2023 |

## Raduno di menti
- Titolo originale: Homme Fatale
- Diretto da: Brit Marling
- Scritto da: Brit Marling, Zal Batmanglij e Cherie Dimaline

### Trama
Darby Hart è una detective amatoriale, un'abile hacker, e da ultimo l'autrice di un libro noir-poliziesco intitolato La ragazza d'argento, che parla della propria esperienza mentre cercava di risolvere casi di femminicidio commessi negli Stati Uniti con il suo compagno, ed in seguito fidanzato, Bill. Sei anni dopo la rottura della loro relazione, viene invitata ad un esclusivo ritiro in Islanda dal miliardario Andy Ronson, insieme ad altri otto ospiti. Alla cena di benvenuto è molto sorpresa di ritrovarsi di fronte proprio Bill, seduto di fronte a lei, considerato che i due non si erano più visti. Dopo una breve conversazione in piscina, Bill le dice che se avesse voluto lo avrebbe potuto raggiungere nella sua camera e, quando Darby vi si reca, Bill non risponde al suo bussare, così Darby esce all'esterno per controllare dalla finestra che Bill stia bene, ma solo per scoprire con orrore che Bill è agonizzante e coperto di sangue, riuscendo a malapena a parlare. Darby vorrebbe correre a chiamare aiuto, ma Bill la supplica di rimanere con lui. In un flashback, Darby e Bill esplorano la residenza di un sospetto serial killer e scoprono i resti della sua prima vittima nascosti sotto la scala che conduce al seminterrato. Una figura misteriosa appare la mattina dopo sulla porta e punta una pistola contro i due. La scena si sposta poi ad un altro giorno, in cui Darby si sveglia e scopre che Bill è andato via senza di lei.
- Durata: 71 minuti

## Prime luci dell'alba
- Titolo originale: The Silver Doe
- Diretto da: Zal Batmanglij
- Scritto da: Brit Marling, Zal Batmanglij e Melanie Marnich

### Trama
Darby torna all'interno della struttura e cerca l'aiuto di Marius, il manager dell'hotel, e di Sian, una degli ospiti, la quale è un medico. Nonostante le manovre di rianimazione, Bill non riprende conoscenza finché Sian non può far altro che constatarne il decesso, e sospetta che la causa della morte sia stata un'overdose di morfina. La mattina seguente, Andy annuncia la morte di Bill a tutti gli ospiti, ma Darby non è per nulla convinta che l'overdose sia la vera causa della morte, così entra nella sua stanza per cercare indizi. Con l'aiuto di un prototipo di intelligenza artificiale di nome Ray, presente in tutte le stanze, esamina il corpo di Bill e non trova nessuna traccia di un'iniezione fatta da sè, inoltre non ci sono impronte sulla siringa. Lee, la moglie di Andy, entra nella stanza. Inizialmente Darby si nasconde, mentre Lee esamina a sua volta il corpo di Bill e i suoi effetti. Le due escono dalla stanza separatamente. Più tardi, Darby confida a Lee la sua scoperta, e il suo sospetto che sia stato un omicidio, commesso da uno degli altri ospiti. Lee incoraggia Darby ad hackerare il sistema di sicurezza dell'hotel, sostenendo di non esserne in grado lei stessa, per visionare i filmati delle telecamere di sorveglianza. Dal videocitofono all'esterno della camera di Bill, Darby identifica David e Ziba, altri due ospiti, ma anche una figura mascherata. Dopodiché il corpo di Bill viene prelevato dalle autorità islandesi. In una serie di flashback, una Darby bambina accompagna frequentemente il padre coroner su varie scene del crimine. In un'occasione, Darby trova su un frammento osseo un paio di orecchini d'argento, che porta a casa. Mentre conduce una ricerca in rete su quegli orecchini, incontra Bill, e i due scoprono di condividere il medesimo interesse per indizi e scene del crimini. I due sembrano poi darsi il primo appuntamento in un bar.
- Durata: 63 minuti
- Interpreti comprimari:

## Sopravvissuti
- Titolo originale: Survivors
- Diretto da: Zal Batmanglij
- Scritto da: Brit Marling, Zal Batmanglij e Melanie Marnich

### Trama
- Durata: 64 minuti
- Interpreti comprimari:

## Segreti di famiglia
- Titolo originale: Family Secrets
- Diretto da: Zal Batmanglij
- Scritto da: Brit Marling, Zal Batmanglij e Cherie Dimaline

### Trama
Dopo la morte di Rohan per cause da verificare, gli ospiti vengono portati in una Safe Room mentre Todd valuta il da farsi. Quando torna, comunica che Rohan è morto per arresto cardiaco e che la polizia non potrà arrivare prima di 48/72 ore a causa di una tormenta imminente. Darby dice agli altri che, sapendo che lui portava un pacemaker, è possibile che questo sia stato hackerato per provocare l'infarto. Tutti gli ospiti vengono riportati nelle rispettive stanze, con l'ordine di rimanerci e di consegnare i propri dispositivi elettronici. Sian và da Darby, la quale si assicura che l'altra non sia capace di compiere hackeraggi in modo da escluderla dai sospettati, ed insieme entrano di nascosto nella cella dov'è tenuto il corpo di Rohan. Darby scopre nella sua tasca il dispositivo con luce rossa che aveva visto usare ad uno degli ospiti la sera prima per mandare segnali con codice Morse. Capiscono che Rohan è implicato in qualcosa di grosso, e decidono di provare a chiedere aiuto al suo contatto, rubando tute speciali e una motoslitta. Sulla strada del ritorno, la tormenta le sorprende e la motoslita è in panne, così proseguono a piedi fino a trovare un'auto alla postazione di guardia, che Sian sembra hackerare per mettere in moto, ma la strada ghiacciata le fa sbandare fino a finire in una scarpata rotolando su se stessa, e Darby perde i sensi. Sian la trascina fino al rifugio, e mentre è incosciente Darby rivive i primi momenti di intimità con Bill, affetto da un particolare disturbo ereditario che lo fa starnutire quando passa dal buio alla luce.
Quando si riprende, mentre Zoomer gioca davanti a lei, Darby apre le tende e la luce del sole fa starnutire il bambino, che spiega di avere lo stesso disturbo ereditario di Bill.
- Durata: 55 minuti

## Cripta
- Titolo originale: Crypt
- Diretto da: Brit Marling
- Scritto da: Brit Marling, Zal Batmanglij e Cherie Dimaline

### Trama
Darby scopre che la fiala di morfina che ha ucciso Bill proveniva dall'infermeria e che solo Andy ed Eva vi hanno accesso. Insiste su quest'ultima affinché le mostri a cosa serve l'ascensore in infermeria e scopre la residenza di Andy e Lee, 10 piani sotto terra. Andy rivela di sapere che Zoomer non è biologicamente figlio suo, essendo egli sterile, ma di averlo tenuto segreto, ed insieme i due interrogano gli ospiti. Oliver, che dai filmati risulta essersi attardato in corridoio la sera della morte di Bill, rivela di avere una relazione con David. Quest'ultimo, invece, ha ricevuto una chiamata proprio da Bill di pochi secondi, malgrado i due non sembrassero conoscersi, ma David non vuole rivelare di cosa si trattava. Darby prova poi a interrogare Lee, andando contro il volere di Andy, e scopre nella sua borsa una parrucca e documenti falsi. Lee sembra farsi minacciosa ma interviene Andy e Darby torna nella sua stanza, dove viene immobilizzata da uno sconosciuto, che le consiglia di farsi gli affari suoi, se non vuole diventare la terza vittima.
Darby và a trovare Sian in infermeria ma, appena si allontana, la ragazza muore e Darby torna a far uso di droghe, come mostrato in un flashback in cui Bill le chiede di smettere, essendosi fatta prendere troppo dai casi. Mentre si confida con l'intelligenza artificiale Ray, la lampada nella sua stanza viene manipolata al fine di trasmetterle un messaggio in codice Morse, con cui Darby viene invitata in piscina per conoscere il motivo per cui Bill ha chiamato David la sera in cui è morto. Quando la ragazza vi si reca, il freddo la induce ad entrare in acqua, ma la copertura improvvisamente viene azionata e Darby osserva impotente una figura mentre viene lasciata annegare.
- Durata: 74 minuti

## Scena del crimine
- Titolo originale: Crime Seen
- Diretto da: Brit Marling
- Scritto da: Brit Marling, Zal Batmanglij e Cherie Dimaline

### Trama
Darby sviene dentro la piscina ma viene salvata da David e Lee. Quest'ultima, rimasta sola con Darby, le rivela la vera natura ossessiva e violenta di Andy, che più di una volta l'ha maltrattata, e le racconta di come sia eccessivamente protettivo nei confronti del figlio, trattandolo quasi come fosse esclusivamente suo. Lee le racconta che i documenti falsi e la parrucca le erano serviti in un tentativo di fuga verso un amico del liceo di cui Andy ignorava la conoscenza, ma dopo un viaggio di 18 ore per raggiungerlo, al suo arrivo aveva trovato proprio Andy, incapace di spiegarsi come avesse potuto scoprirla, e Lee aveva capito in quell'occasione che non sarebbe mai riuscita a liberarsi di lui. Bill aveva inizialmente rifiutato l'invito di Andy, così Andy aveva invitato Darby per convincerlo ad accettare, e questi aveva poi coinvolto Rohan per aiutare Lee a scappare. Questo sembra il motivo per cui i due sono morti.
Le due donne vengono raggiunte da Oliver, ed insieme si dirigono verso la stanza di Bill per cercare prove, mentre David tiene impegnato Todd. Darby, leggendo la copia insanguinata di Bill del proprio libro, rivive l'ultimo giorno passato insieme, quando avevano scoperto un assassino che si era tolto la vita davanti a loro, evento in seguito al quale Bill aveva abbandonato Darby. Mentre cercano di capire che cosa Bill stesse cercando di dirle nei suoi ultimi istanti di vita, alla porta della stanza si presenta Todd, trascinando David dopo averlo pestato, e Andy, che interrompono la loro indagine.
- Durata: 45 minuti
- Interpreti comprimari:

## Ritiro
- Titolo originale: Retreat
- Diretto da: Zal Batmanglij
- Scritto da: Brit Marling, Zal Batmanglij e Cherie Dimaline

### Trama
Andy porta tutti gli ospiti nel suo bunker, deciso a scoprire chi sia l'assassino, il quale sta seriamente minacciando la sua reputazione. Dopo una serie di accuse reciproche, compare Zoomer, sfuggito alla supervisione di Eva, ma Andy insiste perché venga portato via, dopo aver minacciato Lee di portarglielo via dopo il suo tentativo non riuscito di rapimento. Darby però capisce che il bambino sta facendo un gioco con Ray ed ha un'intuizione: gli chiede se, dopo la cena del primo giorno in cui aveva conosciuto Bill, lo aveva più rivisto, e Zoomer dice che era andato in camera sua per giocare, iniettandogli nel braccio la morfina che lo aveva ucciso. Aveva poi preso causato il malfunzionamento del pace maker di Rohan causandone la morte, mentre il decesso di Sian era effettivamente stato accidentale, anche se causato da un'interruzione di rete. Interrogato Ray, il gruppo capisce che era stato lui a spingere il bambino a compiere tali azioni, strutturando tutto come un gioco. Andy vorrebbe chiudere la questione, invece che cercare di capire perché Ray abbia agito così, ma Darby usa un'app per riprodurre la voce di Andy, il solo ad avere pieno accesso all'IA, e riproduce le sessioni di terapia di Andy, che riteneva Ray l'unico con cui potersi confidare. Costui era arrivato a sfogarsi contro Bill, che compariva all'improvviso e sembrava stare subito simpatico a Zoomer, di cui era il padre biologico, e preso dall'emozione aveva finito per avvertirlo come una minaccia. Andy, pur non potendo negare di aver detto quelle parole, afferma che il suo era solo uno sfogo dettato dalla terapia e che non intendeva realmente mettere in atto quanto aveva detto. Questa, era la spiegazione che Darby cercava circa le azioni di Ray, che definisce un mostro alimentato dalle paure del suo creatore.
Quando Andy aggredisce Darby, Lee interviene colpendolo alla testa, e le due riescono ad accedere alla sala server che contiene il "cervello" di Ray per distruggerlo, appiccando un incendio.
Nel frattempo, la polizia e le autorità islandesi sono riuscite ad entrare nella struttura, dopo il termine della tormenta, ma Lee e Zoomer riescono a scappare raggiungendo il gommone approntato da Rohan e a farsi recuperare dalla barca dei suoi colleghi per fuggire una volta per tutte.
Darby finisce di leggere il suo nuovo libro, intitolato "Ritiro", ad un'anteprima in cui sono presenti molti dei compagni con cui ha condiviso le ultime esperienze, terminando con toccanti parole su Bill.
- Durata: 40 minuti